# Amir Barghashi
Amir Barghashi, född den 15 juni 1951 i Iran, är en svensk skådespelare och dramatiker. Han har studerat teater i hemlandet Iran men också sysslat med film, musik och barnteater, samt framfört egna pjäser i TV.
Har i Sverige jobbat för Uppsala Stadsteater och där spelat i bland annat pjäsen Pingst av David Edgars. Har också spelat i pjäsen Josef och hans bröder på Orionteatern. På Stockholms stadsteater har han medverkat i pjäsen Guantanamo. Han har även skrivit pjäsen Paradis is som han också medverkade i som skådespelare 2004 på Stockholms stadsteater. Han har även varit medförfattare för pjäsen Kyss mina skor som hade premiär i Uppsala Stadsteater 2001.
Amir har också jobbat för SVT, då i produktionerna Bullen, Språka på persiska samt Tre kronor som gick på TV4.
Han har medverkat i filmer som Beck – Mannen utan ansikte och Bäst i Sverige. Barghashi var under hösten 2007 och våren 2008 aktuell för rollen som Ahmed Hussein i Andra avenyn.

## Filmografi
- 1997 – Under mitt eget tak
- 1998 – Tre kronor (TV-serie)
- 2001 – Beck – Mannen utan ansikte (TV)
- 2001 – Mellan himmel och hästben
- 2002 – Tusenbröder (TV-serie)
- 2002 – Bäst i Sverige!
- 2003 – Talismanen
- 2004 – Guantanamo på Stadsteatern
- 2004 – Paradis-is på Stadsteatern
- 2007–2008 – Andra avenyn (TV-serie)
- 2011 – Förbjuden kärlek (Circumstances)
- 2017 – Innan vi dör (TV-serie)
- 2020 – Måste-gitt-serien (TV-serie)

## Teater

### Roller (ej komplett)
| År   | Roll | Produktion                        | Regi         | Teater      |
| ---- | ---- | --------------------------------- | ------------ | ----------- |
| 2017 | B    | Sprickor i ljuset Nasim Barghashi | Javad Atefeh | Kilenscenen |